# Lac de Laach
Le lac de Laach (en allemand : Laacher See), est un lac d'Allemagne situé dans l'Eifel, en Rhénanie-Palatinat. Il s'agit d'un lac de cratère occupant en quasi-totalité une caldeira formée il y a environ 13 000 ans. Le lac accueille l'abbaye de Maria Laach sur ses rives.

## Géographie

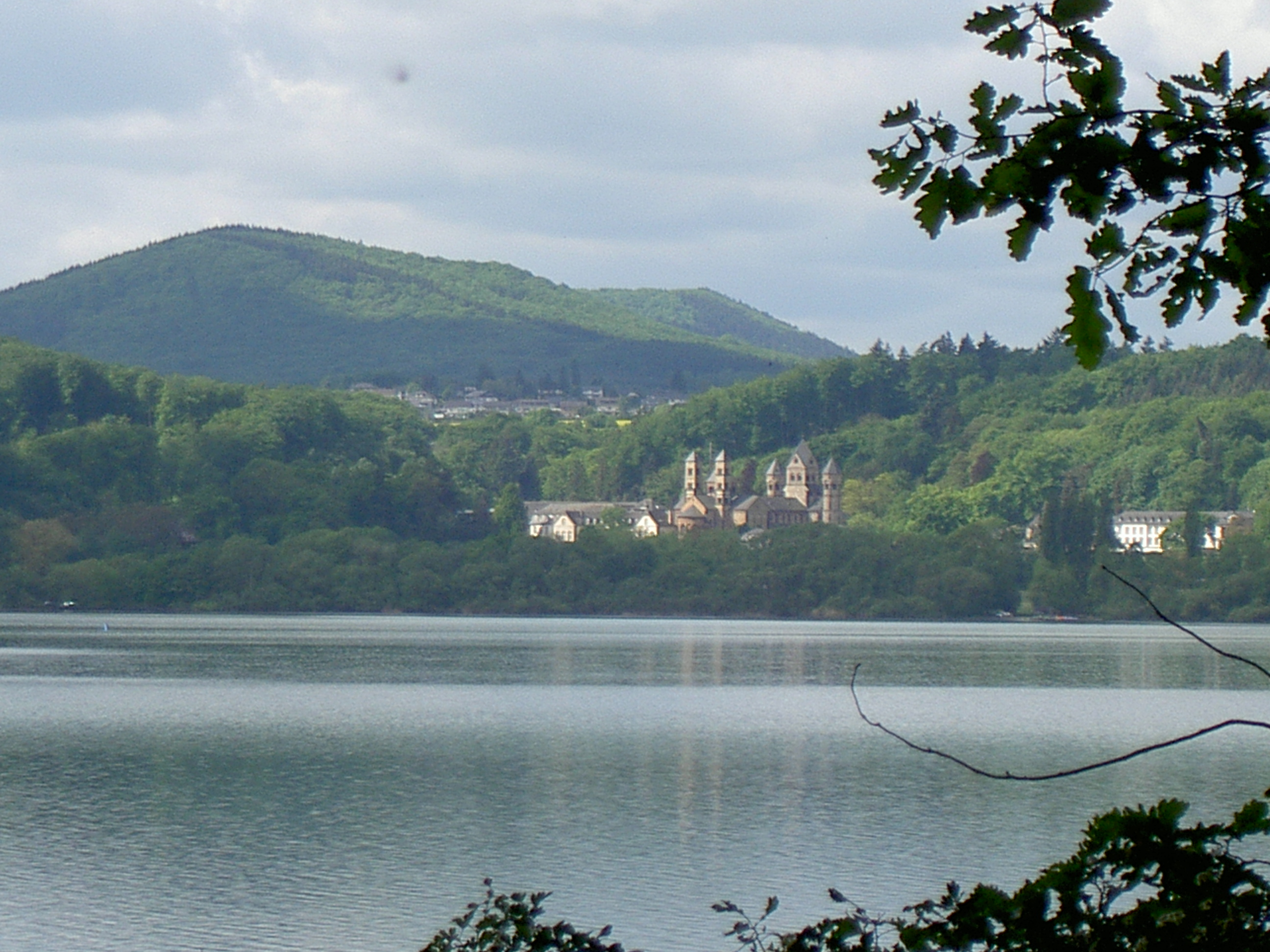
Vue du lac et de l'abbaye de Maria Laach.

Le lac de Laach est situé dans le Sud-Ouest de l'Allemagne, dans le massif de l'Eifel. Il est entouré par les villages de Wassenach au nord, Nickenich à l'est, Kruft au sud-est, Mendig au sud, Bell au sud-ouest, Wehr à l'ouest et Glees au nord-ouest. La route L113 le contourne par le nord-ouest en longeant sa rive occidentale et la Bundesautobahn 61 qui relie Coblence à la Rhur l'évite par le sud-ouest. Administrativement, il fait partie du land de Rhénanie-Palatinat, sur la commune de Glees de l'arrondissement d'Ahrweiler.
Le lac est de forme grossièrement circulaire avec une superficie de 3,33 km2, une profondeur maximale de 51 mètres et un diamètre d'environ deux kilomètres. Ses rives ne sont pas bâties à l'exception de l'abbaye de Maria Laach sur sa rive Sud-Ouest et d'un camping et d'une base nautique sur son rivage Nord. L'essentiel des abords du lac sont boisés.
Bien que le lac de Laach soit souvent considéré comme le plus grand maar de l'Eifel, il n'en est pas un du point de vue géologique puisqu'il s'agit d'une caldeira. En effet, si les maars se forment par une ou des explosions dans la cheminée volcanique du volcan, le lac de Laach s'est formé par l'effondrement de la chambre magmatique à la suite de sa vidange au cours d'une éruption. Il en résulte une dépression grossièrement circulaire entourée d'un escarpement correspondant aux parties de l'ancien volcan non affectées par l'effondrement et à l'accumulation des débris éjectés par l'éruption. Ces débris forment autour du lac un anneau de tuf de un à plusieurs mètres d'épaisseur composé d'inclusions de schistes prises dans une masse de ponces phonolitiques. Ces dépôts sont aussi exploités dans la carrière du Wingertsberg, à environ 1,5 kilomètre au sud-est du lac. Dans le cas du lac de Laach, la cuvette endoréique qui s'est formée s'est ensuite remplie d'eau, constituant avec le Wehrer Kessel voisin la plus grande caldeira et la seule à être remplie d'eau en Europe centrale.

## Histoire

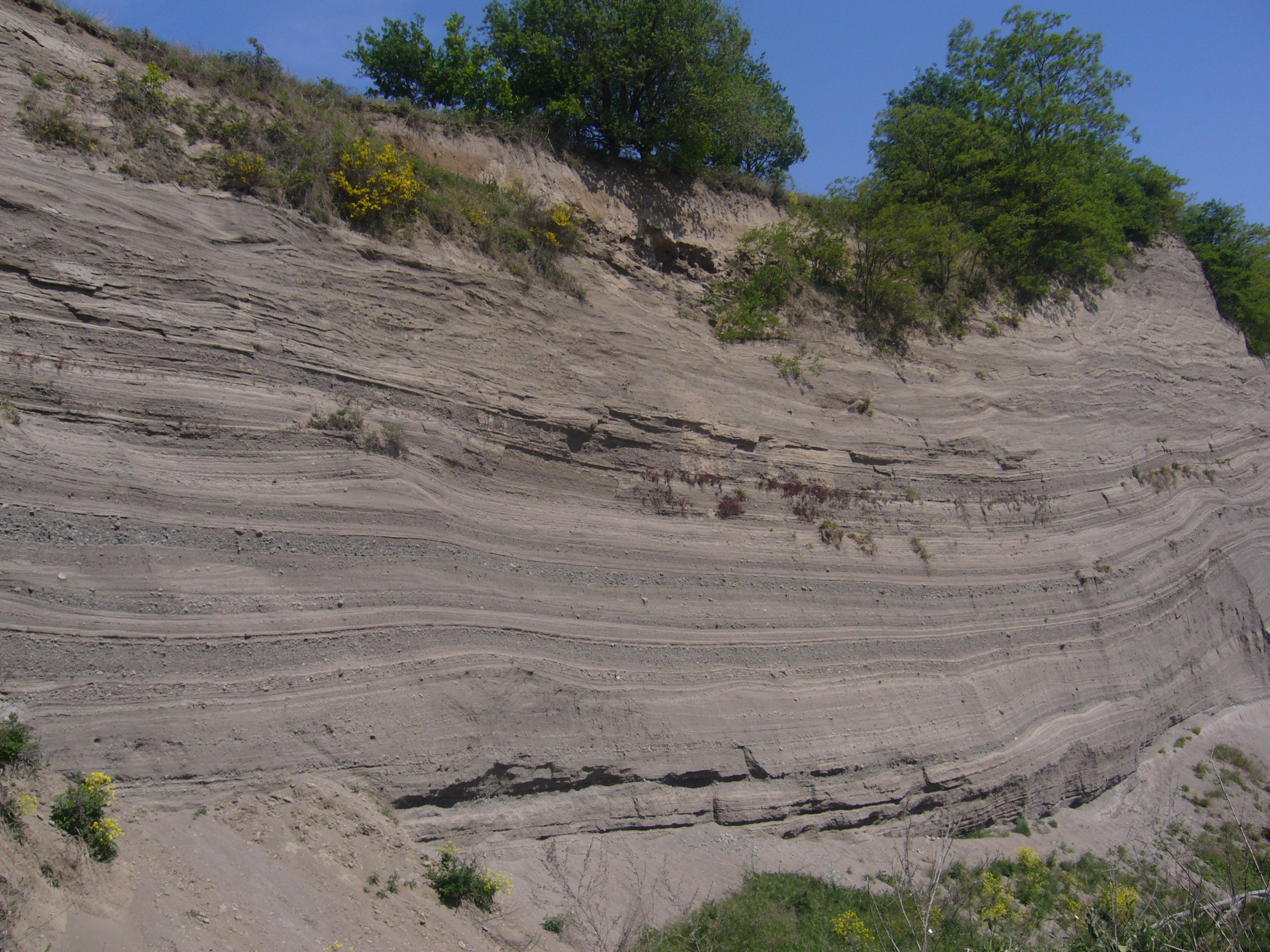
Dépôts de l'éruption du lac de Laach dans la carrière du Wingertsberg.

L'éruption du volcan ayant formé le lac de Laach s'est produite il y a environ 13 000 ans. Elle a émis un volume de 5 à 6 km3 de magma phonolitique. L'activité volcanique se traduit actuellement par des émanations de gaz volcaniques principalement composés de dioxyde de carbone. Ces rejets gazeux se font directement dans l'atmosphère mais aussi sous le lac où ils peuvent ressortir sous la forme de petites bulles.
Les dépôts de cendres volcaniques ont permis une conservation exceptionnelle des vestiges du Paléolithique dans la période du Tardiglaciaire en Europe correspondant à la phase de réchauffement d'Alleröd, pendant la transition entre les cultures du Magdalénien et des Federmesser.

## Aujourd’hui

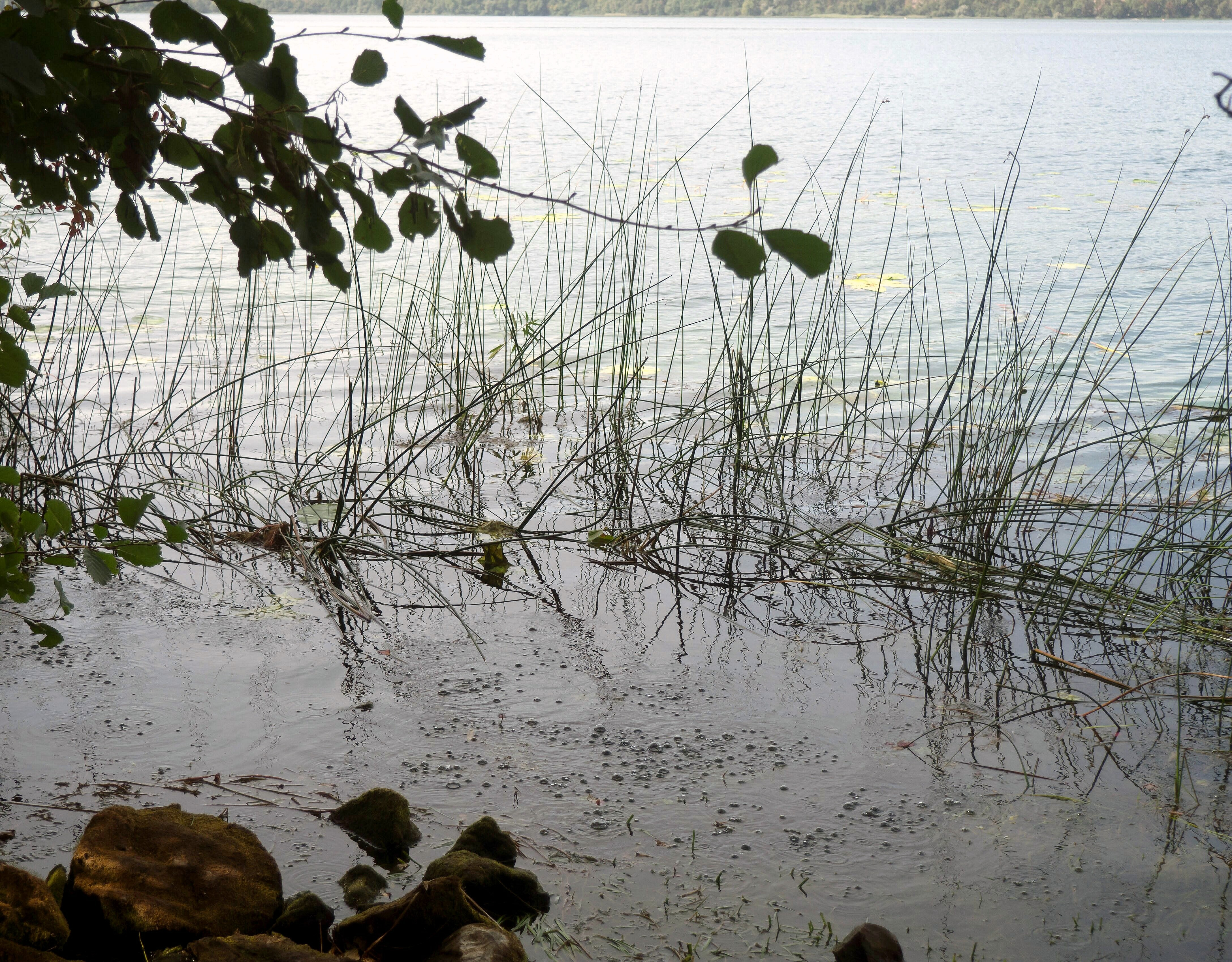
Mofettes sur la rive sud-est du lac de Laach.

Au début 2012 une information du Daily Mail relayée et critiquée, expliquait que le volcan aurait repris une activité sismique en 2010 et qu'une activité volcanique future ne serait pas à exclure, pour ce potentiel supervolcan dont les éruptions seraient comparables à celle du Pinatubo en 1991. Le géologue Erik Klemetti de l'université Denison qualifie cet article de « journalisme jaune », les prétendus experts n'étant pas mentionnés et aucune autre source ne venant étayer ces allégations. De plus, si une future éruption du lac de Laach serait bien similaire en puissance à celle du Pinatubo en 1991, ces deux éruptions n'auraient toutefois pas les caractéristiques de celle pouvant se produire sur un super volcan selon les définitions les plus communément admises pour ce type de phénomène.
Les développements récents (y compris les tremblements de terre locaux en 2018) montrent une activité légère, en lente augmentation. Les experts continuent de surveiller l'évolution du volcan et cherchent à établir si la chambre magmatique est toujours intacte. Le délai avant la prochaine éruption pourrait encore être de plusieurs centaines d'années, ou elle peut être soudaine et inattendue. Des émanations de dioxyde de carbone sont toujours présentes.
Une étude publiée en janvier 2019 a enregistré depuis 2013 huit séquences de séismes de basse fréquence dans un total de quatre amas spatialement confinés à des profondeurs allant de 10 à 45 kilomètres. Les scientifiques interprètent cela comme une confirmation de l'opinion dominante selon laquelle le volcan est toujours actif et que la chambre de magma se remplit actuellement au fur et à mesure que le magma s'élève du manteau supérieur de la Terre. Cependant, ce ne sont pas encore des indications d'une activité volcanique imminente. On pense actuellement qu'il faut environ 30 000 ans après une éruption pour que la chambre de lave se remplisse à nouveau.
L'activité la plus récente dans la région a été une série de tremblements de terre le 28 octobre 2019 à 23h17 avec l'épicentre du séisme dans le district d'Andernach de Namedy, à environ 4 km du lac de Laach. Le séisme était constitué d'au moins six séismes individuels d'une magnitude maximale de 1,6. Cette série de tremblements ne présentait pas de caractéristiques de basse fréquence en profondeur et ne peut donc pas être directement attribuée à des processus magmatiques,.

## Dans la culture
Le téléfilm catastrophe allemand de 2009 La Colère du volcan met en scène une éruption du volcan sous le lac de Laach.